# Svatý Gerard z Clairvaux
nezaměňovat s blahoslavený Gerard z Clairvaux
Svatý Gerard z Clairvaux (? – 1138 klášter Clairvaux) byl francouzský mnich, starší bratr Bernarda z Clairvaux, syn Tescelina le Roux a Aleth de Montbard.
V roce 1112 jeho bratr Bernard se skupinou svých několika příbuzných a přátel vstoupil do kláštera Cîteaux. Gerard se k němu nepřipojil, místo toho sloužil jako voják. Byl však, jak předem předpověděl Bernard, zraněn a také uvězněn při obléhání města Grancy. Během svého věznění se rozhodl vstoupit do klášterního života a po propuštění odešel do kláštera Citeaux, kde se stal cisterciáckým mnichem.
Bernard ho jmenoval cellerariem (sklepmistrem) kláštera a řídil tak i vnitřní záležitosti opatství. Říká se, že se stal tak zručným v manuálních povoláních, že stavitelé, kováři, ševci a tkalci k němu chodili pro radu a poučení. Na cestě do Říma v roce 1137 onemocněl ve Viterbu. Po zotavení se vrátil do Francie, zemřel následující rok.
Jeho svátek se slaví 13. června, nebo dle staršího cisterciáckého graduálu 30. ledna.